# کادیراگودا
کادیراگودا (به لاتین: Kadiragoda) یک منطقهٔ مسکونی در سری‌لانکا است که در استان جنوبی (سری‌لانکا) واقع شده‌است.